# Carex torreyi
Carex torreyi är en halvgräsart som beskrevs av Edward Tuckerman. Carex torreyi ingår i släktet starrar, och familjen halvgräs. Inga underarter finns listade i Catalogue of Life.